# Nicolas-Joseph de Pâris
Pour les articles homonymes, voir Paris (homonymie).
Nicolas-Joseph de Pâris est un prélat français né à Paris le 14 avril 1680 et mort le 4 juin 1757 à Orléans.

## Biographie
Né à Paris en 1680, Nicolas-Joseph de Pâris fut successivement chanoine de Chartres, puis prieur de Saint-Michel du Mans et archidiacre de Pithiviers (1709). Grand vicaire à Orléans en 1710, coadjuteur de son oncle, l'évêque d'Orléans, en 1725, il succède à ce dernier en 1733 et fait son entrée solennelle à Orléans le 2 mars 1734, entrée qui fut la dernière de cette ampleur à Orléans. Son successeur, Louis-Joseph de Montmorency-Laval, trop farouche adversaire des jansénistes, dut résigner son siège le 10 janvier 1755, à la suite du scandale qui avait accompagné son refus d'administrer les derniers sacrements au chanoine Philippe de Cougniou, connu pour son jansénisme et mort le 31 octobre 1754. Pâris fut rappelé et fit son retour en 1755. À cette occasion le maître de musique de la cathédrale, André Hatton, compose un Concert en forme de grand motet sur un texte en français : Concert sur l’heureux retour de M[g]r Nicolas Joseph de Paris Évêque d’Orléans : « Dieu de la paix et du silence » (la partition est perdue ou n'est pas localisée). Il mourut en 1757.